# Comuna de Przeworno
Przeworno (polaco: Gmina Przeworno) é uma gminy (comuna) na Polónia, na voivodia de Baixa Silésia e no condado de Strzeliński. A sede do condado é a cidade de Przeworno.
De acordo com os censos de 2004, a comuna tem 5313 habitantes, com uma densidade 47,5 hab/km².

## Área
Estende-se por uma área de 111,96 km², incluindo:
- área agrícola: 74%
- área florestal: 18%

## Demografia
Dados de 30 de Junho 2004:
|                      | Total   | Total | Mulheres | Mulheres | Homens  | Homens |
| -------------------- | ------- | ----- | -------- | -------- | ------- | ------ |
|                      | pessoas | %     | pessoas  | %        | pessoas | %      |
| População            | 5313    | 100   | 2646     | 49,8     | 2667    | 50,2   |
| Densidade (pop./km²) | 47,5    | 100   | 23,6     | 23,6     | 23,8    | 23,8   |

De acordo com dados de 2002, o rendimento médio per capita ascendia a 1161,31 zł.

## Subdivisões
- Cierpice, Dobroszów, Dzierzkowa, Jagielnica, Jagielno, Jegłowa, Karnków, Konary, Krzywina, Miłocice, Mników, Ostrężna, Przeworno, Romanów, Rożnów, Samborowice, Samborowiczki, Sarby, Strużyna.

## Comunas vizinhas
- Grodków, Kamiennik, Strzelin, Wiązów, Ziębice